# دائرة البويرة
دائرة البويرة هي إحدى دوائر ولاية البويرة الجزائرية ومقرها البويرة.
و فيها مدارس لتعلم الطبخ والحلاقة النسائية تحت اشراف السيدة سليمة يعلى وكذلك لها محلات تجارية وأسواق كتيرة مثل سوق الرحمة ولها أحياء شعبية وأحياء حديثة هذا لانه كما تركز ولابة البويرة على التطور لا تنسى الماضي وتاريخها وكما لها مربيات وخاصة المربية القاطنة في حي حركات والمشهورة باخلاقها الفاضلة ومدى معرفتها وتجربتها وبحثها في هذا الخصوص وهو تربية الأولاد والحلويات وكذلك نشاهد حديقة الولاية ومنظرها الرائع وبالخصوص في الليل ومدارسها وكل نقطة فيها اشبه بالخيال.

## البلديات
تضم دائرة البويرة البلديات التالية:
- البويرة
- عين الترك
- آيت لعزيز

## الرياضة

### الملاعب
يضم إقليم دائرة البويرة العديد من ملاعب كرة القدم، منها:
1. ملعب البويرة [الفرنسية].
2. الملعب الأولمبي للبويرة [الفرنسية].

### النوادي
يضم إقليم دائرة البويرة العديد من نوادي كرة القدم ، منها:
1. مولودية بلدية البويرة
2. نادي مولودية البويرة

## مواضيع ذات صلة
- دوائر ولاية البويرة
- بلديات ولاية البويرة